# 赤歌警察署
赤歌警察署（あかうたけいさつしょ）は、北海道警察が管轄する札幌方面の警察署の一つである。

## 所在地
北海道赤平市東大町3-2

## 管轄区域
- 赤平市
- 歌志内市

## 沿革
- 1890年4月　空知炭鉱の開鉱と同時に、札幌警察署市来知分署奈井江村歌志内請願派出所が開設。
- 1948年3月　歌志内警察署及び赤平町警察署が発足。
- 1954年7月　警察法改正により札幌方面歌志内警察署、札幌方面赤平警察署にそれぞれ名称変更。
- 1976年8月　両署が合併し札幌方面赤歌警察署となる。
- 2024年5月　北海道警察が「2026年度に小規模の警察署を統合する方針である」と発表。そのうち赤歌警察署は芦別警察署とともに滝川警察署に統合される予定[1]。

## 組織
- 署長（警視）
- 副署長（警視）
- 警務課（警務係、犯罪被害者支援係、相談係、管理係）
- 会計係
- 刑事・生活安全課（生活安全係、刑事係）
- 地域・交通課（地域係 、交通係）
- 警備係

## 交番・駐在所
括弧内は所在地を表す。

### 赤平市
- 共和駐在所（赤平市共和）
- 平岸駐在所（赤平市平岸仲町4-2-2）
- 文京町駐在所（赤平市西文京3-1-30）
- 茂尻駐在所（赤平市茂尻中央北1-3-1）

### 歌志内市
- 歌志内交番（歌志内市字東光1-2） - 警部交番
- 文珠駐在所（歌志内市字文珠226-18）